# 989 Швассманнія
989 Швассманнія (989 Schwassmannia) — астероїд головного поясу, відкритий 18 листопада 1922 року.
Тіссеранів параметр щодо Юпітера — 3,295.